# Йосифов, Йоско
Йосиф Александров Йосифов (8 февраля 1911, Казанлык, Болгария — 2 мая 2001, София, Болгария) — болгарский композитор и дирижёр. Брат вокального педагога Илии Йосифова, отец композитора Александра Йосифова.

## Биография
Автор опер, симфоний, камерной музыки. Один из основателей Варненской оперы и Варненского симфонического оркестра.